# Гарфилд 2
«Гарфилд 2» (англ. Garfield: A Tail of Two Kitties «Гарфилд: История двух кошечек») — американский комедийный фильм 2006 года, снятый Тимом Хиллом по сценарию Джоэля Коэна и Алека Соколова. Это сиквел к фильму «Гарфилд» и вольный ремейк романа Марка Твена «Принц и нищий». В фильме снялись Брекин Мейер, Дженнифер Лав Хьюитт и Билл Мюррей, повторяющие свои соответствующие роли в роли Джона Арбакла, доктора Лиз Уилсон и Гарфилда. Новыми членами актёрского состава являются Билли Коннолли, Йен Эберкромби, Роджер Рис, Люси Дэвис и Оливер Мьюрхед в ролях людей, а Тим Карри, Боб Хоскинс, Рис Иванс, Винни Джонс, Джо Паскуале, Ричард Грант и Джейн Ливз озвучили новых персонажей-животных фильма. По сюжету, Гарфилд, Оди, Лиз и Джон путешествуют в Великобританию, где Принц, ещё один кот, который очень похож на Гарфилда, правит замком после смерти своего хозяина. Его правление вскоре поставлено под угрозу злым аристократом, который планирует переделать замок в кондоминиумы, разрушить поместье и избавиться от Принца.
Фильм снят компанией Davis Entertainment для кинокомпании 20th Century Fox. Премьера состоялась 16 июня 2006 года в США и 17 августа в России. Как и его предшественник, фильм получил в целом негативные отзывы от критиков. Одноимённая игра была разработана The Game Factory.

## Сюжет
В уютном поместье Кэролайл живёт высокородный кот по кличке Принц XII. Он не знает другой жизни. Гарфилд тоже живёт как король, но его жизнь немного отличается от жизни Принца. Его хозяин Джон Арбакл готовится свататься к своей подруге Лиз, но та с порога сообщает, что на следующий день вылетает на конференцию в Англию. Джон решает последовать за ней. Гарфилда и Оди он оставляет в приюте для животных. Животные всё же выбираются на свободу и садятся в его машину. Джон поселяется в тот же отель, что и Лиз. Там он хочет наконец сделать ей предложение.
В замке живёт человек по имени лорд Даргис. Он ненавидит животных и мечтает прибрать к рукам поместье. Умершая владелица замка, леди Эленор Кэролайл, которая приходится Даргису тётей, завещает своё богатство Принцу, что вызывает у Даргиса недовольство. Однако один из юристов говорит Даргису, что после смерти Принца наследство целиком перейдёт к Даргису. Весть о том, что Принц стал новым лордом Кэролайл, радует весь скотный двор. Однако позже Даргис избавляется от Принца, выбрасывая его в Темзу. Животные быстро узнают про то, как лорд Даргис обошёлся с лордом Кэролайл.
Джон и Лиз, которые увиделись в отеле, решают прогуляться по Лондону. Неожиданно появляются Гарфилд с Оди. Джон не выпускает Гарфилда на улицу, потому что не хочет потерять его. Животные используют прекрасный момент для побега, однако так и не находят Джона. В одном из перекрестков Гарфилда подбирает дворецкий Смитти, принимая его за Принца (Принц и Гарфилд похожи, как две капли воды). В отличие от Даргиса, Смитти любит животных. Тем временем Принц выбирается из канализации. Джон встречает грязного Принца. Он подбирает кота, принимая его за Гарфилда.
Даргис звонит мистеру Хоббсу (одному из юристов, который оглашал завещание) и притворяется, будто плачет о смерти Принца. Юристы всё-таки что-то подозревают и отправляют в замок одного из своих людей — леди Вестминстер. Лорд рассказывает ей (и подслушивающим животным), что хочет снести скотный двор и построить на его месте курортно-оздоровительный комплекс, а животных подать на стол гостям (проще говоря, отправить их на разные блюда). Через некоторое время мистер Хоббс звонит Даргису и говорит, что если до понедельника Принц не найдется, то поместье полностью переходит в руки лорда Даргиса.
А в отеле Джона Принц решает бежать обратно в замок. Он находит карту с замками Англии и убегает. Оди показывает Джону газету с фотографией Принца, и тот понимает, что Гарфилда могли с ним перепутать. Даргис пытается испробовать все способы, чтобы поймать Гарфилда-Принца, и спускает с цепи собаку, натасканную на кошек. Однако четвероногие обитатели замка переучивают его кусать Даргиса. Через некоторое время Даргис ловит Гарфилда, однако в то же время прибывают и юристы. Даргис запирает Гарфилда в темнице, откуда его освобождают придворный бульдог Уинстон и мышь Клавдий. На лестнице замка Гарфилд встречает вернувшегося Принца.
Принц говорит скотному двору, чтобы они ушли в другую землю. Гарфилд уверяет его, что Даргиса легко одолеть. Животные подстраивают для Даргиса засаду. В результате юристы застают его в порванной одежде. Мистер Хоббс спрашивает: «Что случилось?». Даргис говорит: «Трудный у меня сегодня выдался денёк, а этот кот просто не хочет умирать!». Затем он достает арбалет и угрожает юристам, что если они не перепишут поместье на него, он их убьёт. В то же время появляются Оди и Джон. Даргис берет в заложники Лиз, взяв ружьё. Принц зовет хорька Найджела, который искусывает ему ноги. Лорда забирает полиция, приведённая Смитти. Джон сватается к Лиз, и она соглашается на брак. Теперь Джон и Лиз счастливы так, как никогда.

## В ролях
| Актёр                | Роль                  |
| -------------------- | --------------------- |
| Брекин Мейер         | Джон Арбакл           |
| Дженнифер Лав Хьюитт | Лиз Уилсон            |
| Билли Коннолли       | лорд Даргис           |
| Билл Мюррей          | кот Гарфилд (голос)   |
| Тим Карри            | кот Принц XII (голос) |
| Йен Эберкромби       | дворецкий Смити       |
| Роджер Рис           | мистер Хобс           |
| Люси Дэвис           | Эбби Вестминстер      |
| Аманда Хайнджерс     | Люсинда               |
| Лена Кардвелл        | подросток-турист      |
| Вероника Алисино     | ассистент ветеринара  |
| Роско Ли Браун       | рассказчик за кадром  |

## Отзывы и критика
На известном интернет-портале Rotten Tomatoes фильм получил 11 % «свежести», а вместе с этим — отметку «Гнилой». В отличие от первого фильма, оценка топ-критиков оказалась значительно выше, чем оценка всех критиков — 27 % «свежести». Оценка обычной зрительской аудитории на том же сайте по состоянию на 25.02.2012 составляет 59 %. Из 73 рецензий на фильм только 8 оказались «свежими», остальные 65 — «гнилыми». К примеру, в одной из таких рецензий топ-критик Peter Hartlaub выразился о фильме так:

Лучшее, что можно сказать о фильме «Гарфилд 2: История двух кошечек», то, что он не полностью так плох, как его название.
Оригинальный текст (англ.)The best thing that can be said about Garfield: A Tail of Two Kitties is that the movie isn't quite as bad as its name.
— Топ-критик Peter Hartlaub, «Rotten tomatoes»
Топ-критик Роджер Мур тоже посчитал фильм «гнилым», но отметил, что он получился лучше предыдущей картины:

Я просто считаю, что «История двух кошечек» более терпима, более похожа на кино, чем «Гарфилд», и вы не будете слишком разочарованы, посмотрев его.
Оригинальный текст (англ.)Just consider A Tail of Two Kitties more endurable, more a movie than Garfield: The Movie, and you won't be too disappointed.
— Топ-критик Роджер Мур, «Rotten tomatoes»

Примерно такую же мысль даёт и на своём официальном сайте известный кинокритик Роджер Эберт, говоря:
«Гарфилд 2: История двух кошечек» на самом деле смешнее и интереснее, чем первый фильм о Гарфилде.Роджер Эберт
Однако «Гарфилд 2» был оценен им так же, как и «Гарфилд» — в три балла из пяти.
На родственном «Rotten Tomatoes» сайте «Metacritic» фильм получил 37 баллов из 100 (критики — 20 баллов из 100).
Jessica Reaves из «Chicago Tribune» оставила следующий отзыв о фильме:

Когда у людей есть здравый смысл сохранять тишину, и животные делают свои фишки, у фильма может быть большой успех.
Оригинальный текст (англ.)When the humans have the sense to keep quiet, and the animals are doing their shtick, there's great fun to be had. 
— Топ-критик Джессика Ривз, «Chicago Tribune»
В целом, зрительской аудитории фильм понравился больше, чем критикам.